# Philipp Zorn
Pour les articles homonymes, voir Zorn (homonymie).
Philippe Zorn (né le 13 janvier 1850 à Bayreuth et mort le 4 janvier 1928 à Ansbach) est un spécialiste allemand du droit ecclésiastique et du droit public qui a enseigné à Berne, Königsberg et Bonn.

## Biographie
Zorn grandit dans un presbytère évangélique où il y a beaucoup d'enfants. Après avoir obtenu son diplôme du lycée Carolinum d'Ansbach (de), il étudie le droit à l'Université Louis-et-Maximilien de Munich. Il passe un semestre à l'Université de Leipzig. Après avoir obtenu son doctorat en 1872 et son habilitation en 1874, il est nommé à l'Université de Berne. Son parcours se poursuit à Königsberg et Bonn. En 1887/88, il est recteur de l'Université de Königsberg et en 1910/11, il est recteur de l'Université rhénane Frédéric-Guillaume de Bonn,. En tant que délégué scientifique, Zorn représente l'Empire allemand aux deux conférences de paix de La Haye (1899 et 1907) et à la conférence de Genève (1906). En tant que roi de Prusse, l'empereur Guillaume II le nomme à la Chambre des seigneurs de Prusse en 1905; en même temps, il est nommé procureur de la Couronne.
Le mariage de Zorn avec Maria Kayser en 1875 produit trois fils. L'aîné, Albert Zorn (1876-1925), est directeur du tribunal de district de Stade (de). Le fils cadet, Konrad Zorn (1882–1959), est administrateur de l'arrondissement d'Osterburg (de) et directeur du tribunal administratif de Minden (de).
Tourné vers l'histoire depuis sa jeunesse, Zorn est de sensibilité prussienne et protestante. De 1890 jusqu'à son départ pour Bonn, il est président du synode provincial de la province ecclésiastique de Prusse-Orientale. Son intolérance envers le catholicisme ne s'est adoucie que pendant son séjour à Bonn. Zorn voit l'essence de l'Allemagne dans une classe de paysans et de petits bourgeois. En tant que monarchiste, il rejette le parlementarisme et devient un partisan du Parti conservateur allemand
Zorn est membre du Corps Isaria (de) depuis 1868. À Königsberg, il est président de l'association de district des anciens étudiants de Corps (de) jusqu'en 1900. Zorn est l'un de ceux qui ont recommandé à la fraternité Littuania de rejoindre le Convent des anciens de Königsberg et donc l'association Kösener SC.

## Honneurs
- Membre honoraire du Corps Isaria
- Philipp-Zorn-Strasse à Ansbach

## Travaux
- Staat und Kirche in der Schweiz (1877/78)
- Lehrbuch des Kirchenrechts (1888)
- Das Staatsrecht des Deutschen Reichs. 2 Bände (1895–1897)
- Philipp Zorn, Herbert von Berger (Schriftleitung): Deutschland unter Kaiser Wilhelm II. Hrsg. von Siegfried Körte, Friedrich Wilhelm von Loebell u. a. 3 Bände. R. Hobbing, Berlin 1914. Selbstständige Beiträge darin:
  - Staats- und Verwaltungsrecht
  - Staat und Kirche
- Politik als Staatskunst. Ihr Begriff und Wesen. In: Handbuch der Politik, Berlin und Leipzig 1914
- Friedens- und Kriegsbündnisse. Die internationale Schiedsgerichtsbarkeit. Die Idee des ewigen Friedens. In: Handbuch der Politik, Berlin und Leipzig 1914
- Deutschland und die beiden Haager Friedenskonferenzen (1920)
- Autobiographie, in: Die Rechtswissenschaft der Gegenwart in Selbstdarstellungen. Bd. 1 (1924)
- Aus einem deutschen Universitätsleben. Röhrscheid, Bonn 1927, urn:nbn:de:hbz:5:1-33956.
- Bearbeiter der 5. Auflage von Ludwig von Rönne: Das Staatsrecht der preußischen Monarchie. 3 Bände (1899–1916).